# روبرت كرايغ (ضابط)
روبرت كرايغ (بالإنجليزية: Robert Craig)‏ هو ضابط أمريكي، ولد في 1919 في اسكتلندا في المملكة المتحدة، وتوفي في 11 يوليو 1943 في صقلية في إيطاليا.